# Barbara Frank-Job
Barbara Frank-Job (* 22. September 1960 in Freiburg im Breisgau) ist eine deutsche Romanistin.

## Leben
Nach der Promotion 1992 und Habilitation 1998 in romanischer Philologie an der Universität Freiburg im Breisgau war sie Hochschuldozentin in Tübingen. Gastprofessuren und Vertretungen führten sie an die Humboldt-Universität Berlin, nach Regensburg und Bielefeld. Seit 2004 ist sie C4-Professorin für Sprache und Kommunikation / Linguistik romanischer Sprachen an der Universität Bielefeld.
Ihre Forschungsschwerpunkte sind empirische Untersuchung der Zusammenhänge von Kommunikationsprozessen, Varietätengebrauch und der Emergenz und Verbreitung von Sprachwandel.

## Schriften (Auswahl)
- Die Textgestalt als Zeichen. Lateinische Handschriftentradition und die Verschriftlichung der romanischen Sprachen. Tübingen 1994, ISBN 3-8233-4557-5.
- mit Alexander Mehler und Tilmann Sutter (Hg.): Die Dynamik sozialer und sprachlicher Netzwerke. Konzepte, Methoden und empirische Untersuchungen an Beispielen des WWW. Wiesbaden 2013, ISBN 3-531-17833-4.
- mit Joachim Michael (Hg.): Angstsprachen. Interdisziplinäre Zugänge zur kommunikativen Auseinandersetzung mit Angst. Wiesbaden 2020, ISBN 3-658-30179-1.
- La migración como proceso. El concepto de temporalidad en blogs de migrantes latinoamericanos a Quebec. Bielefeld 2020, ISBN 978-3-946507-45-1.